# Forêt de Lanouée
La forêt de Lanouée est une forêt française située en Bretagne, essentiellement dans le Morbihan. D'une superficie de presque 4 000 hectares, elle est le deuxième plus grand massif forestier de la région Bretagne, après la forêt de Paimpont.

## Description
Cette forêt, très ancienne, à sol nettement acide, appartenait à la paroisse, puis commune, de Lanouée jusqu'en 1883, puis couvrait une grande partie de la superficie de la commune des Forges pendant son existence entre 1883 et 2019, avant de dépendre depuis cette dernière date de la commune des Forges de Lanouée issue de la fusion en 2019 de la commune des Forges avec celle de Lanouée. Une petite partie nord-ouest, correspondant à 98 hectares soit 5 % de sa superficie, se trouve sur la commune de Plumieux, dans les Côtes-d'Armor.
| - Carte topographique de la forêt de Lanouée. |

La partie Nord-ouest, une tourbière, est classée ZNIEFF de type I en raison de la présence du piment royal et du rossolis intermédiaire. Les zones de tourbière sont colonisées par la grassette du Portugal. La forêt comporte une hêtraie et une chênaie sur colline, et du houx.
Une soixantaine d'espèces d’oiseaux, dont certaines rares, ont été recensées dans la Forêt de Lanouée, dont une dizaine y nichent à l'année, dans les zones de futaie, de taillis sous futaie, et les landes ouvertes ou peu boisées. Son recensés l’autour des palombes, le busard Saint-Martin, l’engoulevent d'Europe, le pic noir, le pic cendré, le pouillot siffleur et la fauvette pitchou. La forêt abrite aussi des campagnols amphibie.

Lisière sud de la forêt de Lanouée

## Histoire

### Temps modernes
Lors de la conspiration de Pontcallec un rendez-vous fut donné en 1719 aux conjurés en forêt de Lanouée au carrefour du Pas-aux-Biches, bien connu des chasseurs, dans le but de marcher sur Rennes et d'enlever le maréchal de Montesquiou, alors gouverneur de Bretagne ; « pour réussir ce coup d'audace, il fallait être en force. On devait réunir 1 500 conjurés à Lanouée... Il en vint quinze ! ». 

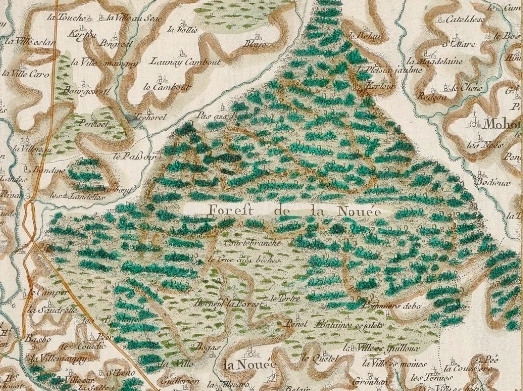
Carte de Cassini de la forêt de Lanouée (1789).

Cette forêt était jadis une futaie de chênes, de hêtres et de châtaigniers, puis elle fut exploitée en taillis et taillis sous futaie, pour fournir les forges de Lanouée en bois, de 1756 à 1886. L'installation des Forges provoqua de profonds bouleversements dans la forêt, désormais très exploitée pour satisfaire aux besoins des Forges de Lanouée en bois et charbon de bois.

### LeXIXesiècle
Le 27 mai 1831 le journal Le Mémorial bordelais écrit que la bande de la Houssaie est forte de 130 hommes et qu'elle a déjà désarmé deux brigades de gendarmerie. Elle infeste la forêt de Lanouée.
Lors de l'insurrection légitimiste de 1832, cinquante chouans mirent en déroute une colonne du 43e régiment d'infanterie en forêt de Lanouée. Leur chef, Jean-Marie Caro, né le 27 juin 1779 à Lanouée, scieur de long à Lanouée, fut condamné à mort le 12 mai 1832 pour « avoir fait partie de bandes armées contre l'autorité royale forêt ». Il fut guillotiné le 28 juin 1832 à Rennes ; il était alors âgé de 52 ans. Le Journal des débats politiques et littéraires du 10 juin 1832 écrit que « la semaine dernière, quelques drapeaux blancs ont été arborés en différents endroit de la commune de Lanouée ».
Les incendies sont fréquents. Un violent incendie éclata en mai 1881 dans la forêt de Lanouée : « ce terrible fléau exerçait ses ravages avec une telle furie que, de mémoire d'hommes, on n'avait rien vu de pareil dans le pays. La population entière des communes de Cambout et de Lanouée, leurs maires en tête, et nombre d'habitants de Bréan-Loudéac, ont lutté courageusement depuis huit heures du matin jusqu'à sept heures du soir contre l'élément dévastateur (...) qui venait de consumer, en superficie, environ 800 hectares de bois taillis ». 600 hectares de la forêt de Lanouée furent la proie des flammes le 1er avril 1918. Un autre incendie, provoqué par l'imprudence d'un journalier de la commune des Forges ravagea 50 hectares dans la forêt de Lanouée le 15 février 1932 ; cette forêt appartenait alors à Mme Renault-Lebreton.
La chasse à courre se pratique traditionnellement en forêt de Lanouée. Par exemple en 1894 le baron de Vaux écrit :  « Attaqué un brocard daguet le 20 décembre [1893], à dix heures, aux Sept-Fontaines en forêt de Lanouée. Il fait toute sa chasse  [fuite] en forêt sans débucher, choisissant tout le temps les parties les plus vives [denses]. Il est pris à quatre heures, dans l'étang des Cinq-Chemins, près du magnifique carrefour de ce nom, où il a fait hallali courant. Pour réussir dans cette belle forêt de Lanouée, où les difficultés sont très grandes, surtout en cette saison, il faut des chiens très vigoureux, beaucoup de persévérance de la part des veneurs et attaquer de bonne heure, les chevreuils de ce pays-là étant très durs. Présents à l'hallali : M. et Mme Maxence Champigny, Lebreton-Thuleau, de Bougerel, vicomte du Halgouet, le comte H. de Laporte, etc.. ».

### LeXXIesiècle

#### Les contestations à propos du parc éolien
Le groupe Louis-Dreyfus a acquis la forêt de Lanouée en mai 2007, via sa filiale Ressources Forestières. En 2015, ce groupe la revend à l'investisseur canadien Boralex, via sa filiale « Les moulins du Lohan », qui engage des travaux de défrichement sur une douzaine d'hectares pour construire un parc éolien. Le projet initial prévoit 16 turbines culminant à 186 mètres de haut réparties sur près de 331 hectares, soit 8,7 % de la superficie du massif forestier.
Les associations de protection de la faune sauvage estiment que ces travaux mettent en péril la biodiversité. En raison d'une tentative de passage en force du groupe Boralex, qui a entamé ces travaux sans attendre les autorisations judiciaires, les travaux sont suspendus par décision de justice de la cour de Rennes le 11 juillet 2017, et la forêt rachetée par un groupement forestier dans lequel figure la Caisse des dépôts et consignations,. La forêt demeure un domaine privé. Nicolas Hulot, alors ministre de l’Écologie, critique le jugement du tribunal administratif de Rennes, soutenant la société « Les moulins du Lohan ».
Le rachat ne met pas un terme au projet de parc éolien situé en dehors des parcelles boisées achetées : le 4 février 2019, le rapporteur public de Nantes préconise l'autorisation de ce projet. Par ailleurs, les routes sont déjà goudronnées et élargies, et des surfaces bétonnées pour permettre la pose du socle des éoliennes.
Des zadistes, opposants à ce projet, appellent à occuper ce site en février 2019, dans l'objectif d'empêcher la reprise des travaux,. Le rachat par un groupement forestier dans lequel figure la Caisse des dépôts et consignations est entériné discrètement en décembre 2018. Le projet de parc éolien est examiné devant le Conseil d'État en octobre 2019.
Les 17 éoliennes du parc éolien sont finalement mises en service en avril 2023 par le groupe canadien Boralex ; sa capacité de production d'électricité de 65 MW.
Pendant l'été 2023 Bretagne vivante et le Groupe mammalogique breton trouvent 48 cadavres de chauves-souris dans l'aire du parc éolien ; les associations écologiques obtiennent l'assurance que les services de l'état imposeront l'arrêt nocturne des éoliennes afin de préserver les chauves-souris et ont porté plainte.

#### Les autres polémiques

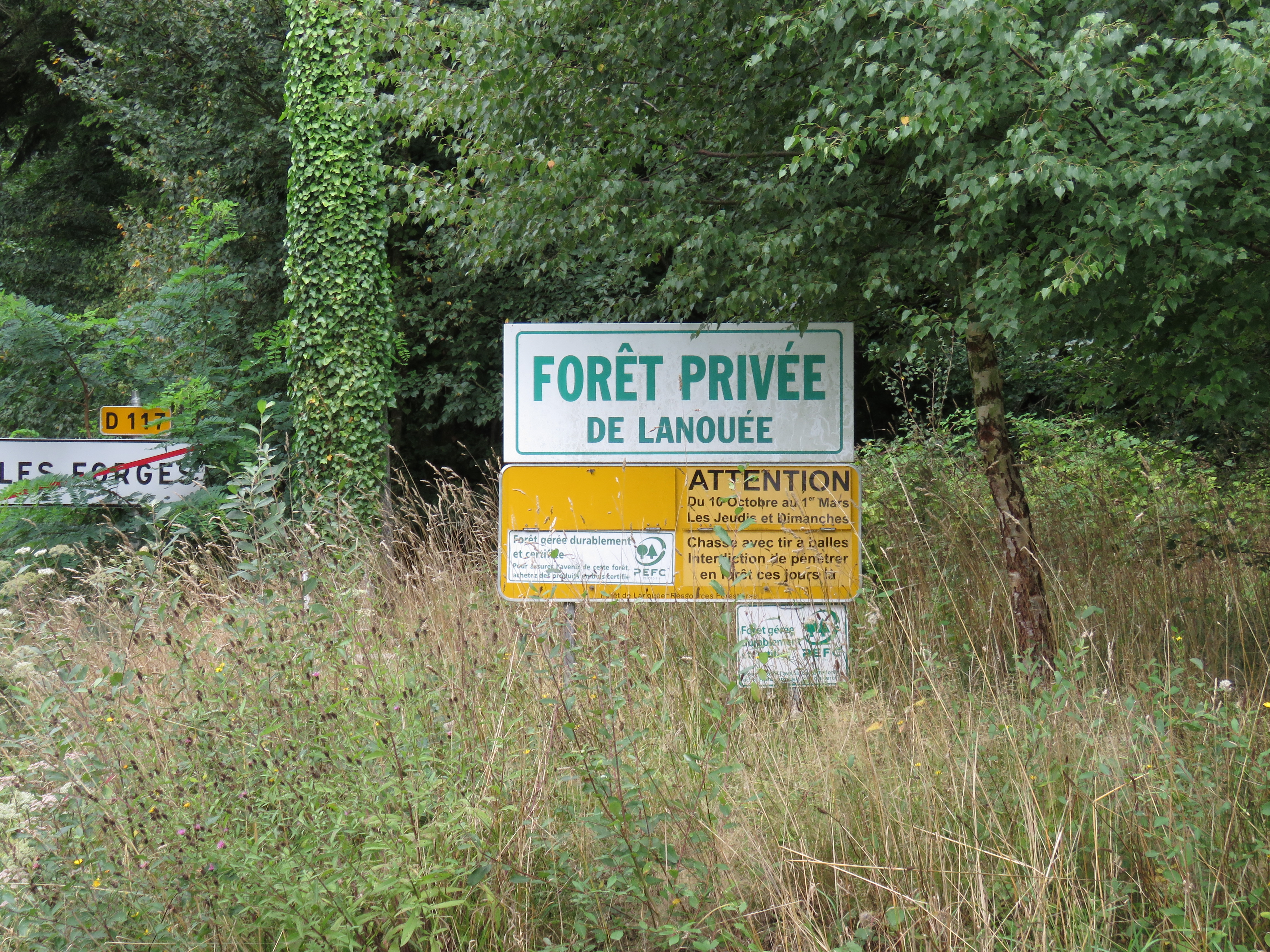
Panneau d'entrée en 2015.

Le 1er novembre 2019 un conflit entre veneurs et opposants à la chasse à courre entraîne trois hospitalisations de veneurs à l'hôpital de Ploërmel. Par trois décisions rendues le 16 avril 2021 (requêtes n° 430497, 430498 et 430500), le Conseil d'Etat confirme les arrêts de la cour administrative d’appel de Nantes de mars 2019 qui avaient validé le projet.
Événements tekno
Le 2 décembre 2017, une importante free party rassemble entre 3 000 et 4 000 personnes avec neuf murs de son. Le rassemblement a eu lieu dans une clairière au milieu de la forêt de Lanouée, sur la commune des Forges,,,.
Le 1er janvier 2020, une rave party non déclarée attire presque 2 000 personnes dans la forêt de Lanouée. De nombreux déchets sont abandonnés sur place, mais les organisateurs reviennent nettoyer quelques jours plus tard. 
Une rave party rassemble plusieurs centaines de personnes samedi 16 avril 2022, dans la commune de Forges de Lanouée,.
Dans la nuit de vendredi 23 au samedi 24 février 2024, une rave party s’est installée sur le site des éoliennes en forêt de Lanouée (Morbihan), avec près de 600 participants. Elle se termine le dimanche 25 février 2024 dans l'après-midi.
Le samedi 27 avril 2024, une free party rassemble près de 1 000 fêtards en forêt de Lanouée.
Du 14 au 16 juin 2024, un millier de teufeurs participent à une free party en forêt de Lanouée. Ils se sont installés dans la nuit de vendredi 14 au samedi 15 juin. Le corps sans vie d'un homme, âgé de 27 ans, a été découvert, dimanche 16 juin 2024, aux Forges-de-Lanouée (Morbihan), en marge de celle-ci.